# 菅野聖子
菅野 聖子（かんの せいこ、1933年（昭和8年）10月17日 - 1988年（昭和63年）6月1日）は、日本の仙台出身の美術家。前衛美術グループ〈具体美術協会〉後期の「第三世代」メンバーとしても知られる。製図用品を用い、細く均一な線の集積によって画面を構築する、繊細で詩的な画風が特徴。

## 略歴

### 生い立ち
宮城県仙台市大町生まれ。旧姓、相澤。1940年から46年の間、太平洋戦争の影響で転居を繰り返す。尚絅女学院高等学部在学中から絵画を学び始め、1954年、福島大学学芸学部図工科に入学。1956年卒業後は仙台に戻り、石巻服飾技芸専門学校に入学。当時尚絅女学院短期大学教授で〈水彩聯盟〉会員であった海老原省象の美術教室に通い、色面構成による叙情的な抽象画で「水彩聯盟展」や「創元会展」に初入選。1958年卒業後、結婚して兵庫県神戸市へ転居した。

### コラージュ・詩作
1961年頃からは油彩を描く傍ら、モーツァルトを聞きながら英字新聞をちぎって、喚起されたイメージをコラージュで表現するなど、音楽と密接に結びついた平面作品に取り組む。この頃、絵画に行き詰まりを感じていた菅野は、高校時代から意欲的に取り組んでいた詩の創作にも力を入れている。1963年に現代詩の同人誌『灌木』に参加。翌1964年にはカタカナを模様のように書き並べ、言葉の意味よりも響きを重視した詩の創作を始める。他方で、〈具体美術協会〉を率いる吉原治良に助言を求め、コラージュに用いる紙をダンボールに替えて物質感を重視した作品を、1965年7月第15回から翌年10月第17回の「具体美術展」に連続出品した。
同1966年7月から翌年3月まで、夫の転勤に伴い東京に住まい、その間、詩人の新国誠一と藤富保男によって創立された前衛的な詩人グループ〈芸術研究協会（ASA）〉に加わる。〈ASA〉は、感情表現や意味の伝達よりも、ことばの視覚的・聴覚的要素を探求するコンクリート・ポエトリーに取り組むグループで、菅野はこの時、ことばに頼らず、全休符、もしくは二分休符を思わせる記号を用いた詩に取り組んだ。

### 〈具体美術協会〉
1967年3月、兵庫県伊丹市に転居。この年から、それまでの物質感を強調したコラージュ作品とは全く異なる画風を確立する。最初は画面全体に碁盤の目を引き、その上に休符の記号を用いた詩を描いた。やがて、プラスとマイナスの記号を用いて表現した碁盤の目のみで画面を構成するようになり、さらには水平線と垂直線の上に、無数の短い先を重ねてゆく手法を取るようになった。こうして、極めて細密な描線による直線的なパターンが無数に集積する、代表作品のシリーズが生み出された。製図用のカラス口を用いて無数の細かい線を丹念に描く作風は、アンフォルメル風の動的な筆触の多い〈具体〉の中で異質であり、ひときわ静謐で繊細な印象を与える。
1968年、正式に〈具体〉の会員となる。翌年、大阪の今橋画廊で初個展。1970年「第5回日本芸術祭（ジャパン・アート・フェスティバル）」（東京国立近代美術館）に入選し、同展はアメリカに巡回して注目を浴びた。1971年「第10回現代日本美術展」（東京都美術館）に《レヴィ・ストロースの世界Ⅰ》（東京国立近代美術館蔵）が入選。同年、〈具体〉の展示施設・グタイミニピナコテカ開館にて、同協会会員として初の個展を開いた。また、この年、自身の絵と言葉による本『SU氏 1965～1971』を自費出版。1972年「芦屋市美術展」で吉原治良賞受賞。

### 物理・数学への傾倒
1974年以降、菅野は物理と数学への関心を急速に強めた。この年、関西学院大学理学部の聴講生となり、本格的に物理と数学を学び始める。その動機は、自然界の様々な現象に潜む法則性への興味であり、加えて、数式の展開にリズミカルな音楽性を感じ取っていたともされている。《マックスウェル光の電磁波説》（1974-75年、芦屋市立美術博物館蔵）以降、《ドップラー効果》（1975-76年、京都国立近代美術館蔵）、《黒体輻射》（1975-76年）、《ランジュバン方程式》（1976年、京都国立近代美術館蔵）など、講義でインスピレーションを得た事柄を作品のタイトルに選ぶことが増えていった。1980年代に入ると素粒子に注目し、その後は論文「いたるところ微分不可能な関数族のみたす方程式」に触発されて、同タイトルの作品を複数制作（《いたるところ微分不可能な関数族のみたす方程式》1984-85年、国立国際美術館蔵）。
1988年6月1日、くも膜下出血のため54歳で急逝した。